# Louisa Lasdun
Louisa Lasdun (* 17. April 1956 in London, England) ist eine Schweizer Komponistin und Musikpädagogin britischer Abstammung.

## Leben
Louisa Lasdun wurde am 17. April 1956 in London als Tochter des britischen Architekten Denys Lasdun (1914–2001) und der Autorin und Designerin Susan Lasdun, geborene Bendit (1929–2017), geboren. Ihre Brüder sind der Schriftsteller James Lasdun und der Bildhauer William Lasdun. Louisa Lasdun schloss ihr Musikstudium am Dartington College of Arts im englischen Devon ab. Es folgten weitere Kompositionsstudien bei John Tavener und eine Ausbildung als Musiklehrerin am Institute of Education der London University. Sie leistete musikpädagogische Arbeit mit Kindern und Jugendlichen und war als solche lange dem Anna Scher Children’s Theatre in Islington eng verbunden. In den 1970er und 1980er Jahren war sie eine Pionierin im Einsatz von Popmusik im Schulunterricht. Ferner befasste sie sich mit Problemen des Sexismus und des Rassismus in innerstädtischen, gemischten Sekundarschulklassen und veröffentlichte zu diesem Thema mehrere Essays. Seit 1989 lebt sie als freischaffende Komponistin in Zürich.

## Kompositionen (Auswahl)
- On the Edge of the Bridge’s Ledge, 1976, Kurzoper, Libretto von Adrian Mitchell. Uraufführung am Lyttelton Stage, Royal National Theatre, London
- Double Trouble, 1990, Oper in zwei Akten, Auftragswerk von The W. 11. Children’s Opera, London
- Fractal, 1996, für 20 Streicher, im Auftrag von Chris Walton
- There and Back Again, 1993, 1998 vom Ballet Gulbenkian in Lissabon ausgezeichnet
- Stage Piece, 1997, für Violoncello, Auftragswerk des Concours Féminin International de la Musique du Lyceum de Suisse
- In meinen Träumen singen die Seelen meiner Schwestern und Brüder, 1998, für gemischten Chor a cappella, Auftragswerk der «Ars Cantata Zürich» und Monica Buckland
- Gespräch(e) im Gebirg, für Septett und Elektronik, 2002
- Comet, 2016, für Jugendsinfonieorchester
- Untitled, 2019, für Streichorchester

Eine vollständige Liste ihrer Kompositionen findet sich im Schweizerischen Musikinformationszentrum musinfo.

## Veröffentlichungen
- There and Back Again – An Account of How and Why, für den Ausstellungskatalog Paula Rego – There and Back Again, Casa das Historias Paula Rego Cascais, Portugal, 2017
- Listen to all they say (Sexismus und des Rassismus im Musikunterricht), veröffentlicht von dem Institute of Education der Universität London in Zusammenarbeit mit Adrian Chappell und ILEA Cockpit Theatre in Education (TIE), Cockpit Arts Workshop und Cockpit Gallery, 1985

## Filmschaffen
- wenn die rose geht siehst du keine büsche, Videoinstallation mit Musik von Julia Schwartz auf einen Text von Johanna Lier, 2001
- The Camera in the Classroom, 1999–2006
- Double Trouble – The Film, 1999